# Hotemež
Hotemež (xɔˈteːmɛʃ; allemand : Hitemesch) est un village situé sur la rive droite de la rivière Save, dans la municipalité de Radeče dans l'est de la Slovénie.

## Situation
La région fait partie de la région historique de la Basse-Carniole. La municipalité fait désormais partie de la Région Statistique du Bas de la Save (en) ; jusqu'en janvier 2014, elle faisait partie de la Région Statistique de la Savinja (en).

## Crédit d'auteurs
- (en) Cet article est partiellement ou en totalité issu de l’article de Wikipédia en anglais intitulé « Hotemež » (voir la liste des auteurs).